# Білгук

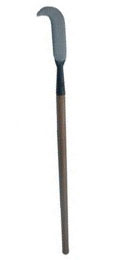
Зовнішній вигляд типового білгука

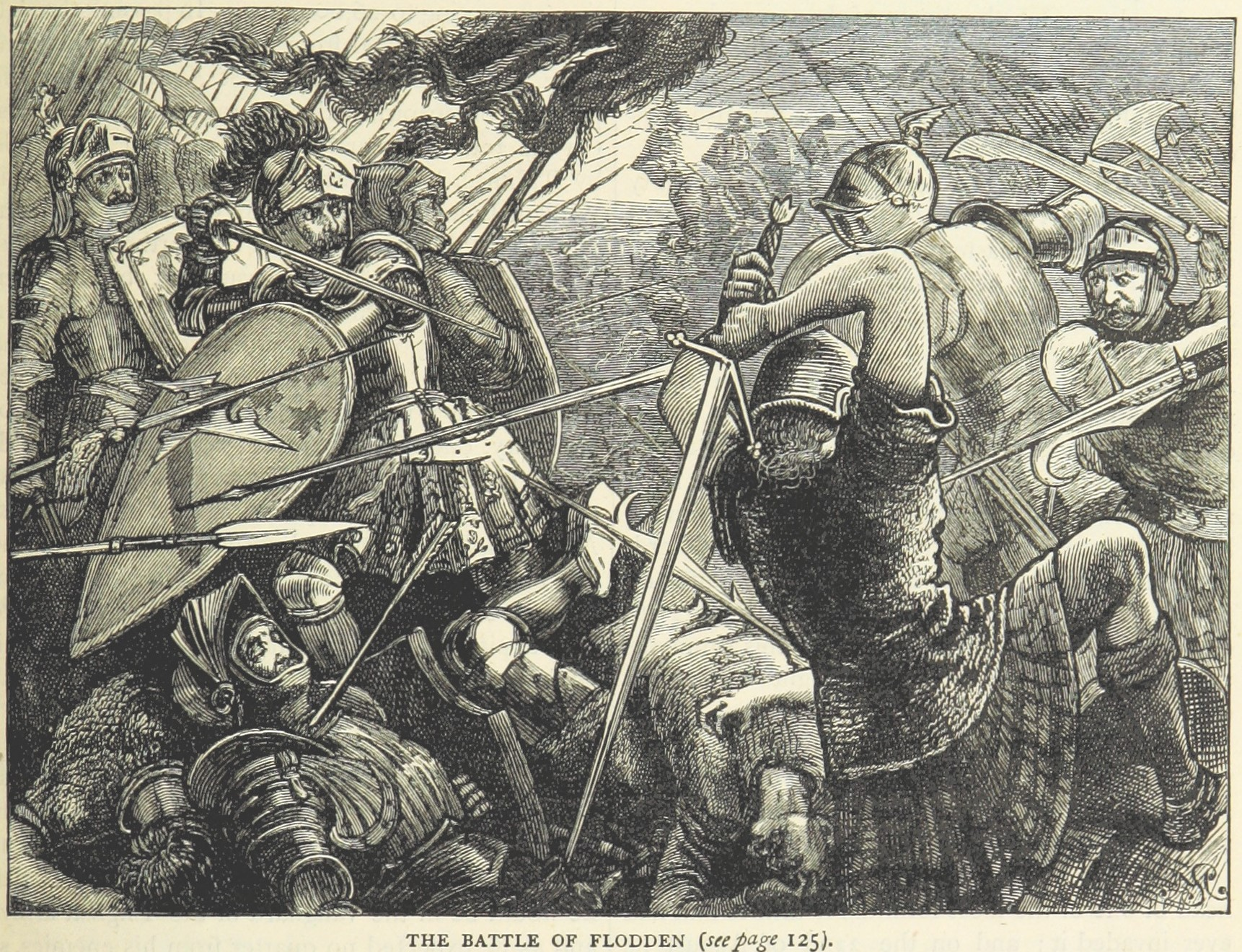
Англійські білмени в битві біля Флоддена, 1513

Бі́лгук, біл, біл-гвіза́рма (англ. bill, bill hook, bill-guisarme, фр. anicroche, serpe de guerre, нім. Hippe) — холодна держакова зброя, уживана піхотинцями середньовічної Європи. Споріднена з алебардою, глефою, совнею й гвізармою.
Варіанти української транскрипції: білл, біль, білль, білхук, біллхук, біллгук та ін.

## Значення назви
Англійська назва цієї зброї (bill, bill hook), як і німецька (Hippe) буквально означають «садовий ніж», «сікач», оскільки зовнішньо вона нагадує насаджений на довге ратище цей інструмент.

## Опис
Білгук являє собою криве лезо, зі загострене внутрішньою крайкою, насаджене на довгий держак (до 2 м). Серпоподібний клинок був надзвичайно ефективною зброєю, подібно ятагану, він завдавав вельми згубних ударів. Загнутим лезом-гаком перерізували як жижки коней, так і шкіряні зчленування лицарських обладунків, окрім того, його можна було використовувати як бойовий багор — для стягання вершника з коня. Подальше вдосконалення білгука привело до появи у нього списоподібного вістря і гака на обусі: таку зброю можна класифікувати як гвізарму.
Розрізнюють багато типів білгуків, але більшість з них радше належать до інших типів держакової зброї — гвізарм, глеф. В англомовних джерелах «англійським» білгуком (English bill) звуть зброю з короткими, широкими рублячими лезами (часто зі списоподібним вістрям), а «італійським» (англ. Italian bill, а також «ronco») — зброю, що зазвичай класифікується як гвізарма (італ. ronco, roncone).
Протягом XVI ст. більшість європейських армій вже перейшли на піки й аркебузи, у той час як основною зброєю англійської піхоти залишались луки й білгуки. Піхотинці, озброєні ними, йменувались «білменами» (англ. billmen, фр. vougiers). Навіть за Тюдорів, «сікачі» були звичайними серед новобранців, відправлених на війну з шотландцями. Битва біля Флоддена являла собою приклад зустрічі прихильників «континентального» стилю з піками (шотландців) і піхотинців з білгуками (англійців).
У середині XVI ст. англійці здебільшого здійснили перехід до пік і вогнепальної зброї, але зберігали білгук для тих само цілей, як в арміях інших країн продовжували існувати мечі й алебарди. У 1588 р. загони місцевого ополчення (Trained Bands) складалися з 36 % аркебузирів, 6 % мушкетерів, 16 % лучників, 26 % пікінерів та 16 % білменів. У рукописі Lansdowne MS 56, приписуваному лорду Берлі, стверджується, що в ідеалі піхотні формування повинні складатися з 50 % стрільців з вогнепальною зброєю, 30 % пікінерів та 20 % білменів.
Поряд з пікою, білгуки згадуються як основна зброя повстанців Ольстеру під час Ірландського повстання 1798 року. Будучи застарілими вже на XVII ст., білгуки використовувались англійськими колоністами в Америці для захисту від індіанців й іспанців. Зразки їх знайдені на місці Джеймстауна у Вірджинії.

## Джерело
- Stewart, A.T.Q (November 1995). The Summer Soldiers: 1798 Rebellion in Antrim and Down (paperback). Blackstaff Press Ltd. с. 294. ISBN 0-85640-558-2.